# ۱۳ ساعت: سربازان مخفی بنغازی
۱۳ ساعت: سربازان مخفی بنغازی (به انگلیسی: 13 Hours: The Secret Soldiers of Benghazi) یک فیلم اکشن و مهیج آمریکایی به کارگردانی مایکل بِی است.

## عوامل فیلم
مایکل بِی کارگردان سری فیلم‌های پرفروش «ترانسفورمرها» همین‌طور فیلم‌های آرماگدون و پرل هاربر است و فیلم ۱۳ ساعت: سربازان مخفی بنغازی با اقتباس از کتابی به همین نام نوشته میچل زاکوف ساخته‌است.
چاک هوگان نویسنده فیلمنامه و جان کرازینسکی، دومینیک فوموسا، جیمز بج دیل، مکس مارتینی، توبی استفنز، پیمان معادی، پابلو شرایبر، دیوید دنمان و فردی استروما بازیگران این فیلم هستند.
پیمان معادی بازیگر ایرانی نیز در این فیلم در نقش شخصیتی به نام آمال ظاهر شده که مترجم محلی گروه است.

## داستان فیلم
این فیلم به ماجرای حمله به سفارت آمریکا در بنغازی که منجر به کشته شدن جان کریستوفر استیونسون سفیر آمریکا و سه تن دیگر از کارمندان سفارت شد، می‌پردازد و اقتباسی از کتاب «۱۳ ساعت» اثر میچل زاکوف است. و داستان دربارهٔ شش مأمور سیا است که ۱۱ سپتامبر ۲۰۱۲، پس از حمله به کنسولگری آمریکا در شهر بنغازی در لیبی می‌کوشند از دیپلمات‌های آمریکایی دفاع کنند.

فیلم روایتی دراماتیک از ماجرایی واقعی است که سال ۲۰۱۲ در شب یازدهمین سالگرد ۱۱ سپتامبر روی داد. در این حادثه، افراد ناشناس با اسلحه سبک و نارنجک‌انداز پس از درگیری با محافظان لیبیایی کنسولگری وارد محوطه آن شدند و ساختمان کنسولگری را به آتش کشیدند. این حمله در جریان تظاهرات علیه فیلمی توهین‌آمیز به پیامبر اسلام صورت گرفت که توسط یک شهروند آمریکایی و یک مهاجر مصری ساکن آمریکا ساخته شده بود.

## مکان فیلم‌برداری
این فیلم ۱۴۴ دقیقه‌ای در جمهوری مالت و مراکش فیلمبرداری شده‌است.

## حواشی
«۱۳ ساعت: سربازان مخفی بنغازی» در حالی در سینماهای آمریکای شمالی روی پرده رفت که رایان تراپانی یکی از سخنگویان سیا روز جمعه در گفتگو با واشینگتن پست، سازندگان این فیلم را به تحریف وقایع و افرادی که در شب وقوع حادثه در کنسولگری آمریکا در بنغازی بودند، متهم کرد و گفت هیچ‌کس این فیلم را با یک مستند اشتباه نمی‌گیرد.